# 南木冷河

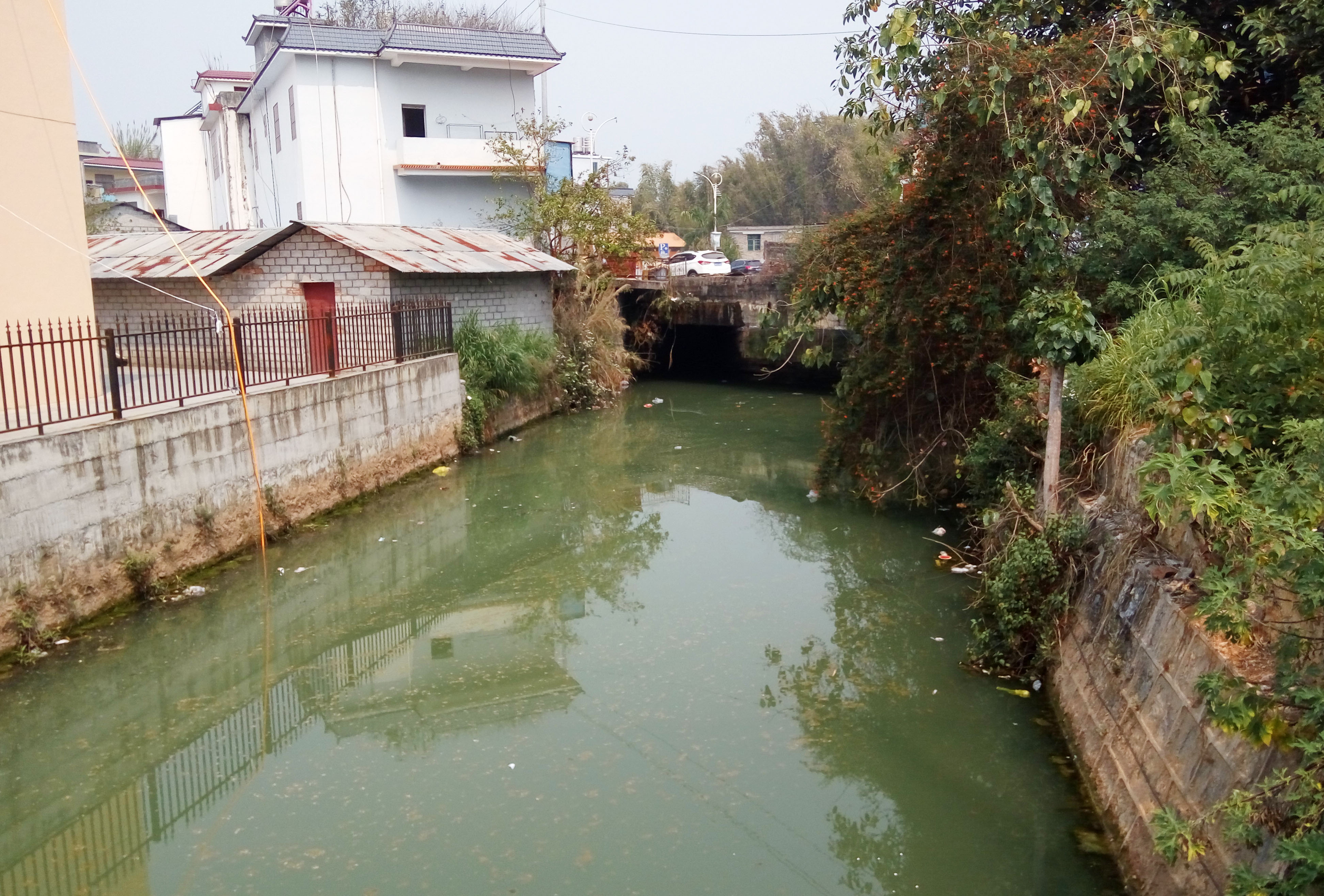
遮放镇河道

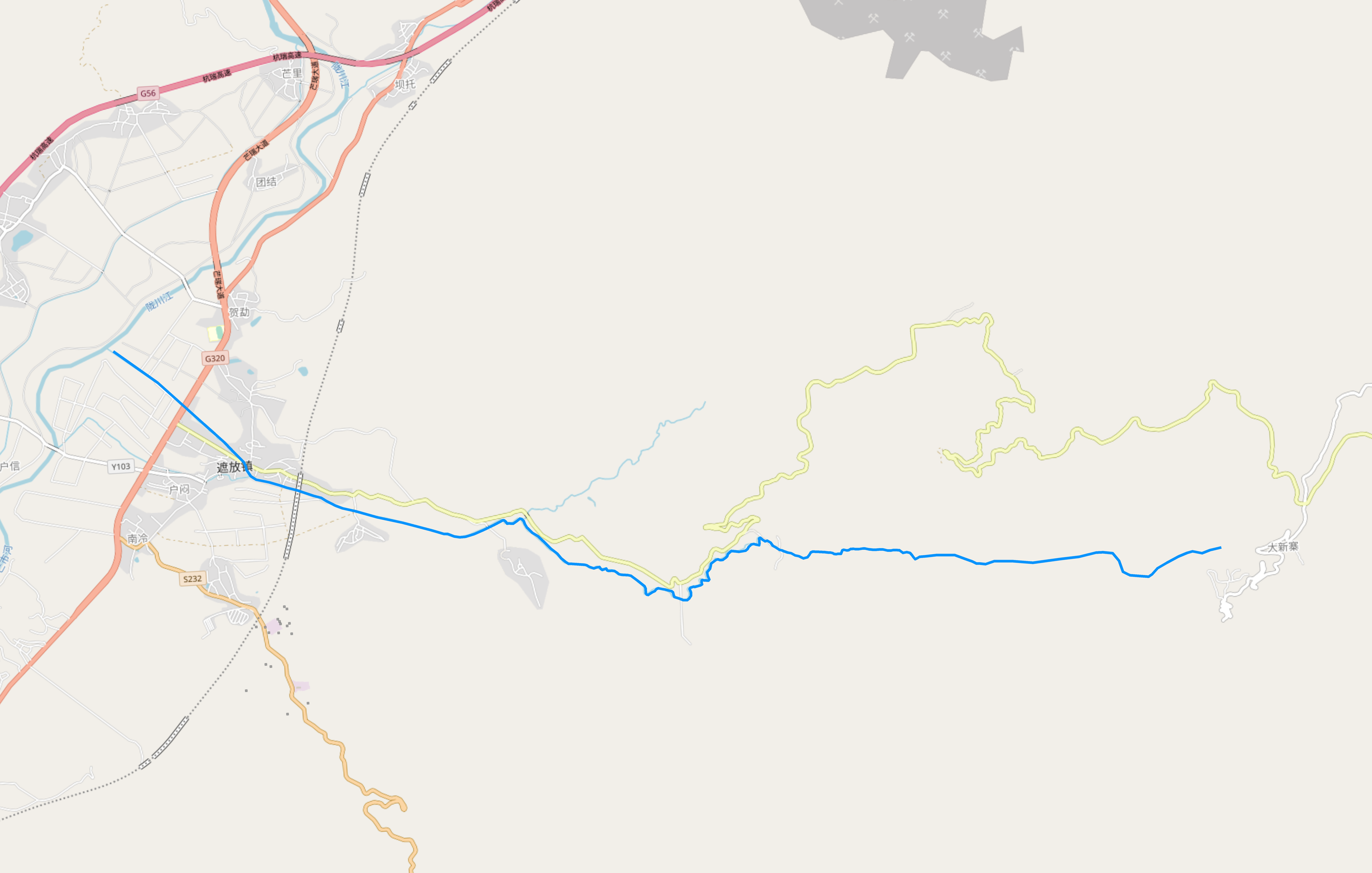
南木冷河大致走向

南木冷河，位于中华人民共和国云南省德宏州芒市境内，是芒市河左岸支流。发源于勐戛镇大新寨村委会半坡村小组后山洼地处，蜿蜒向西流，经遮放镇户闷村委会芒号村小组、允冒村小组、芒海村小组以及遮放镇城区等地，过320国道后向西北约950米注入芒市河。河长13.52千米。